# Липська вулиця
Ли́пська ву́лиця — вулиця у Печерському районі міста Києва, місцевість Липки. Пролягає від вулиці Михайла Грушевського до вулиці Пилипа Орлика.
Прилучаються Інститутська вулиця і Липський провулок.

## Історія
Вулиця виникла на початку XIX століття під назвою Кловська (від урочища Клов). У 1830-х перейменована на Липську (від липової алеї, що проходила через виноградний та шовковичний сади. Сад і алею насаджено у XVIII столітті, вирубано у 1826 за наказом київського військового губернатора через відведення місцевості під нову забудову).
З 1869  носила назву Катерининська вулиця (на честь російської імператриці Катерини ІІ). З 1919 року — вулиця Рози Люксембург, на честь діячки німецького та міжнародного робітничого руху Рози Люксембург (назву підтверджено після війни у 1944). Під час німецької окупації міста у 1941–1943 — Тюрінгерштрасе (нім. Thüringer Str., укр. Тюринзька) та Дойчештрасе (нім. Deutsche Str., укр. Німецька). Сучасна назва — з 1993.

## Особи, пов'язані з Липською вулицею
Між сучасними будинками № 9 та № 15 знаходилася садиба Х. Бунге, відомого київського лікаря. Його онук, М. Х. Бунге, у 1850–1880 роках обіймав посаду ректора  Київського університету, згодом був міністром фінансів Російської імперії. Перед 1-ю світовою війною садиба належала М. А. Бунге, племіннику М. Х. Бунге, професору Київського університету. Також на Липській вулиці розташовувалися садиби київського цивільного губернатора, генерала М. Раєвського, графині Н. Уварової.
У будинку № 2 мешкали діячі УРСР В. П. Затонський та Д. С. Коротченко, у будинку № 12/5 мешкав С. А. Ковпак.

## Будівлі і заклади

### Державні установи
- Державна судова адміністрація України (№ 18/5)

### Наукові заклади
- Український інститут національної пам'яті (№ 16-а)

### Особняки
- Особняк Миколи Леопардова, 1875 рік (№ 10)
- Садиба Уварової, 1912-1914 (№ 16)
- Училище Миколи Бунге, 1904 рік (№ 18/5)

### Театри
- Київський театр юного глядача на Липках (№ 15/17)

### Готелі
- Готель «Національний»[9] (№ 5)

### Бібліотеки
- Бібліотека № 149 Печерського району (№ 12/5)

## Пам'ятки історії та архітектури
| Зображення | Дошка | Найменування пам'ятки                                  | Датування | Місцезнаходження   | Охоронний № |
|            |       | Будинок, в якому у 1960–1967 роках мешкав С. А. Ковпак | 1930-ті   | вул. Липська, 12/5 |             |
|            |       | Особняк сім'ї Івенсен                                  | 1883      | вул. Липська, 2/22 | 387         |
|            |       | Особняк Маркуса Закса                                  | 1896      | вул. Липська, 4    | 176         |
|            |       | Особняк графині Уварової                               | 1912      | вул. Липська, 16   | 97-Ки       |

## Меморіальні та анотаційні дошки
| Зображення | Кому присвячено | Адреса             | Дата встановлення |
|            | Розі Люксембурґ, демонтовано 2016 року | вул. Липська, 19/7 | 1965              |
|            | Ковпаку Сидору Артемовичу; на будинку де він жив в 1960–1967 роках; бронза, барельєф; скульптор В. В. Сухенко, архітектор С. П. Тутученко | вул. Липська, 12/5 | 1980              |

## Зображення

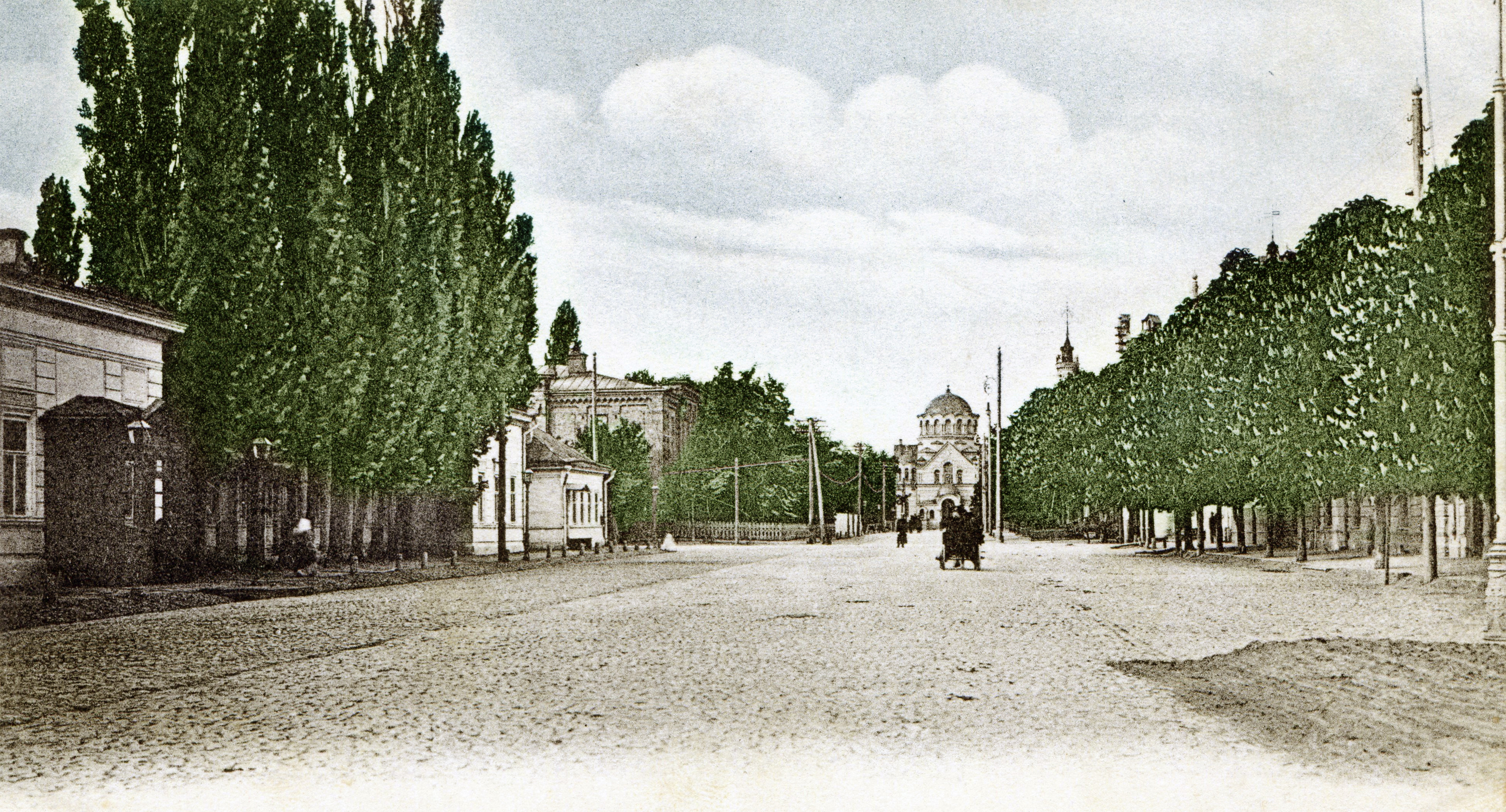
Краєвид, 1904
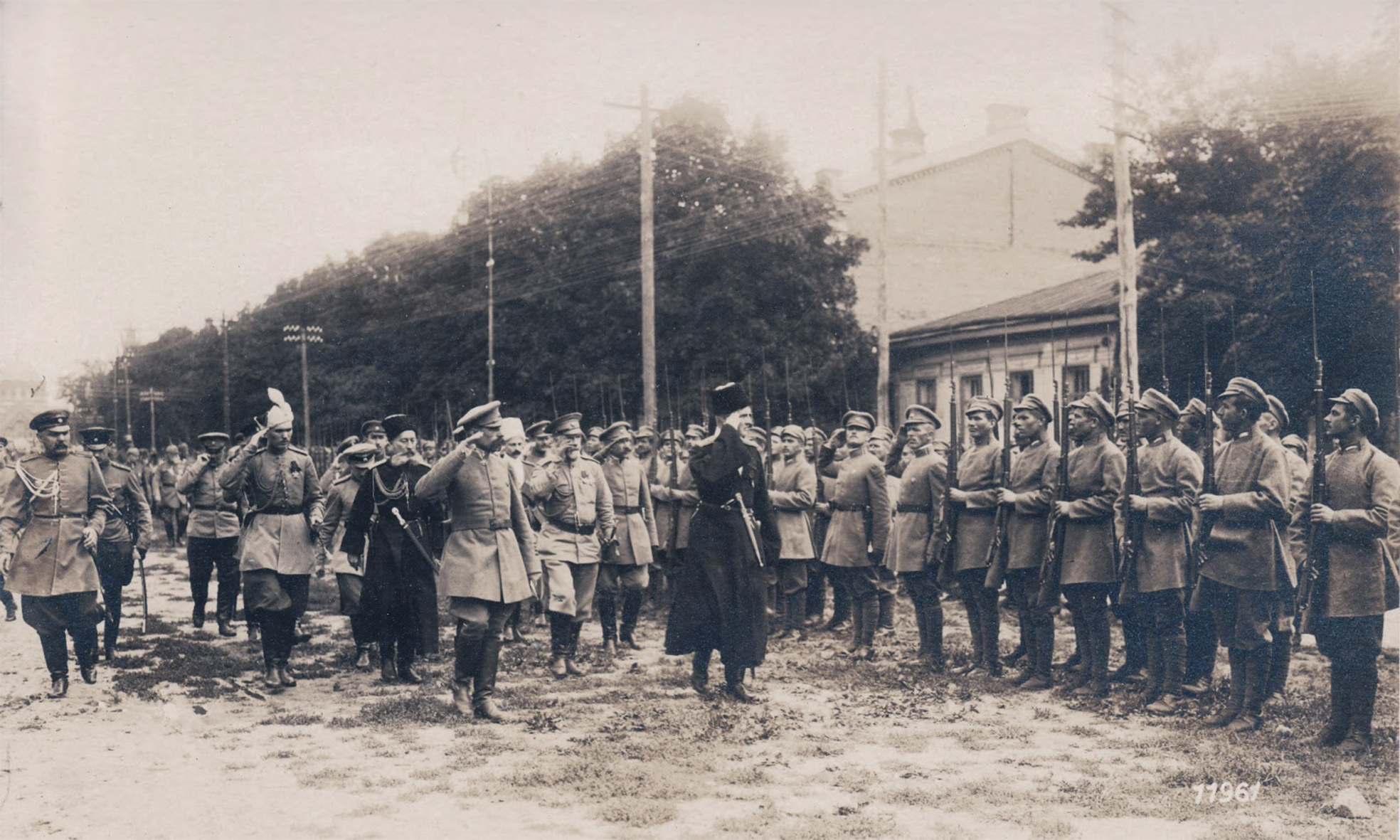
Гетьман Павло Скоропадський на вул. Катерининській оглядає Сірожупанників, 27.08.1918
Київський академічний театр юного глядача на Липках
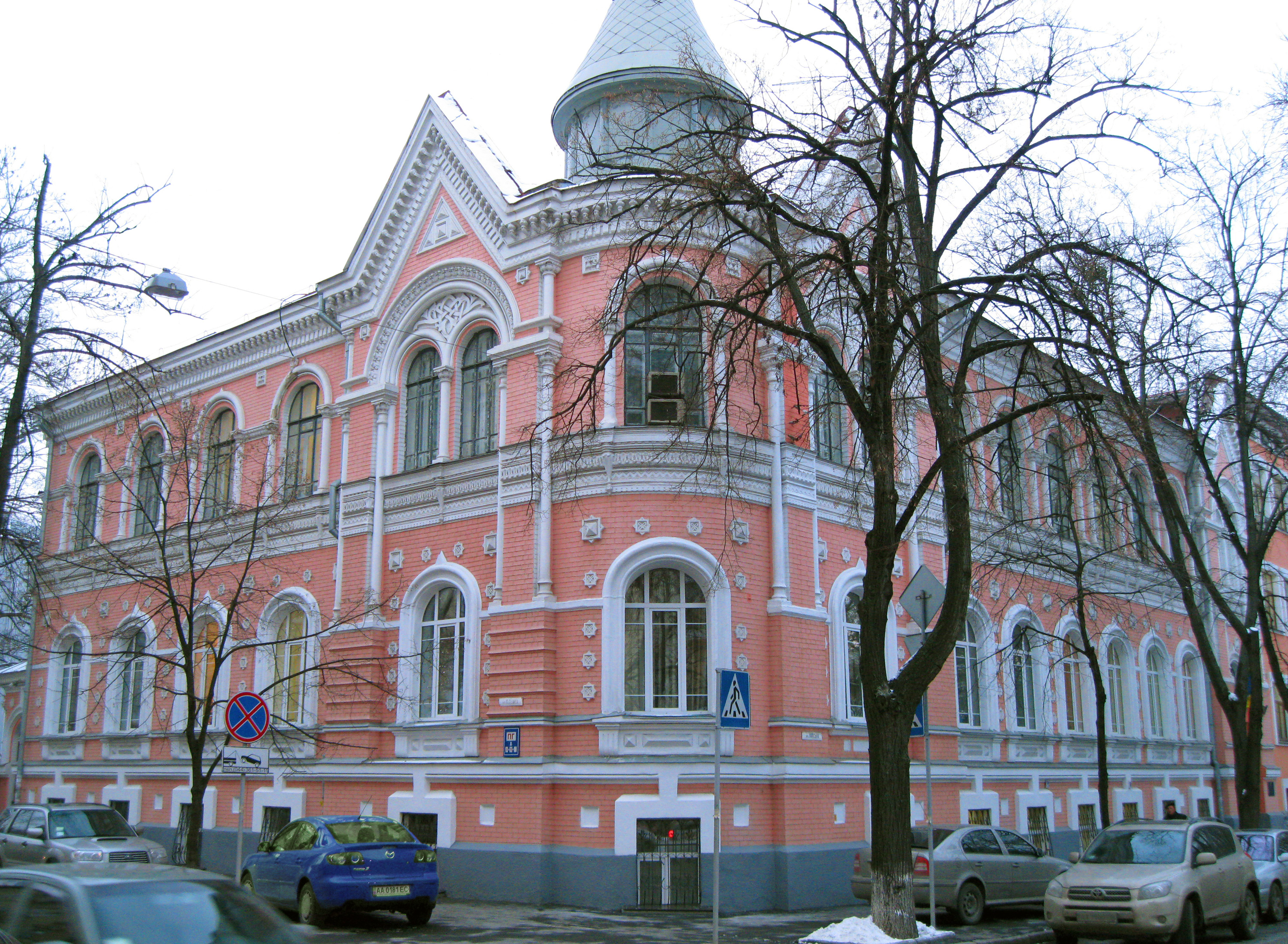
Будівля колишнього міського початкового училища, тепер — Державна судова адміністрація України
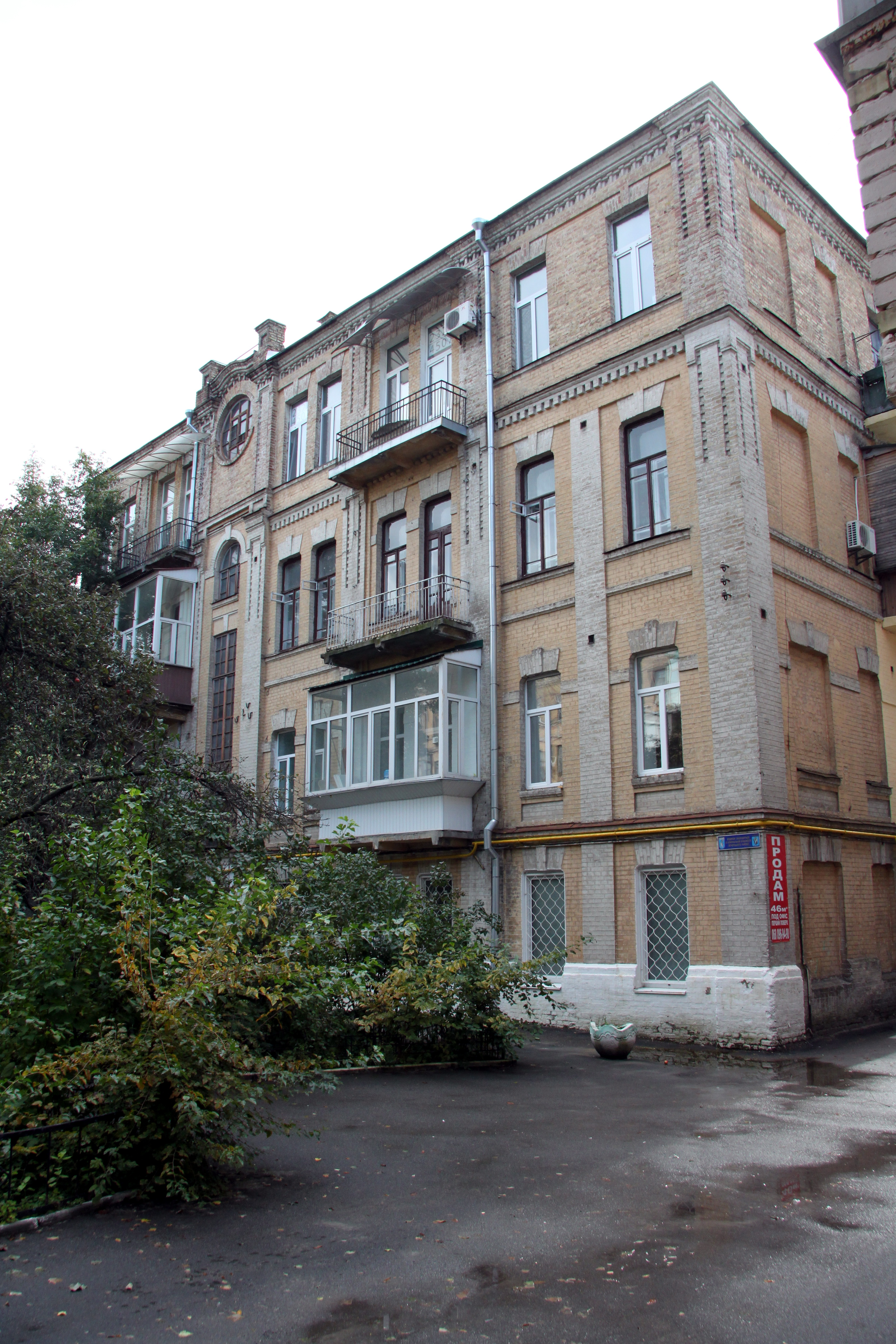
Флігель на вул. Липська, 9-б